# Ołeksa Barabasz
Ołeksa Barabasz (ukr. Олекса Барабаш) (ur. 1848 - zm.  wrzesień 1912 w Bohorodczanach) – ukraiński poseł do Sejmu Krajowego Galicji VI i VIII kadencji (1889–1895, 1901–1907), włościanin z Bohorodczan Starych.
Był naczelnikiem gminy w Bohorodczanach Starych. W 1886 roku wybrany do rady Powiatowej bohorodczańskiej. Wybrany do Sejmu Krajowego z IV kurii okręgu wyborczego Bohorodczany.